# Правителі Великої Вірменії
Правителі Великої Вірменії

## Велика Вірменія

### Єрвандіди(бл. 401–200 до н.е.)
Сатрапи Айрарату, з 220 року до н. е. — селевкідські сатрапи Великої Вірменії.
- Єрванд I Сакавакяц (бл. 401–344 до н. е.)
- Єрванд II (бл. 344–331 до н. е.)

331−321 — македонська окупація
- Неоптолем (сатрап Вірменії 323–321 до н. е.)
- Міхран (321–317 до н. е.)
- Єрванд III (317–260 до н. е.)
- Самес (260–243 до н. е.)
- Аршам (243–228 до н. е.)
- Ксеркс (228–212 до н. е.)1
- Абдісар (212 до н. е.)1
- Єрванд IV (212–200 до н. е.)1

200 рік до н. е. — селевкідське завоювання

### Арташесіди(189 до н. е.—52)

Прапор Арташесідів

Столиця зі 166 року до н. е. — Арташат, у 77 − 69 Тигранакерт. Титул: тагавор (цар)
- Арташес (Артаксій) I (цар 189–159, стратег (спарапет) з 200 до н. е.)
- Артавазд I (159–123 до н. е.)
- Тигран I (123 — 95 до н. е.)
- Тигран II Великий (95 − 56/55 до н. е.)
- Артавазд II (56/55 — 34 до н. е.)1
- Олександр, син Марка Антонія (34 − 33/32 до н. е.).
- Арташес II (33/32 — 20 до н. е.)1
- Тигран III (20 — 10 до н. е.)
- Тигран IV (10 — 6 до н. е.; 4 до н. е. — 1 н. е.)
  - Ерато (співправителька 10 до н. е. — 10 н. е.)
- Артавазд III (6 − 4 до н. е.)1
- Артавазд (самозванець 1 − 2)1
- Аріобарзан, син Артабаза, царя Атропатени (2 − 4)
- Артавазд IV (4 − 6)
- Тигран V, онук Ірода, царя Юдеї (6 − 10)
- Вонон I, цар Парфії (10 − 15)1
- Арташес III (Зенон), син Полемона, царя Понту (18 − 34)
- Аршак I (35)
- Ород, сын Артабана III, царя Парфии (35), вперше
- Мітридат I (Мірдат), брат Фарсмана I, царя Іверії (35 — 37; 47 − 51)1
- Ород I, сын Артабана III, царя Парфии (37 − 42), влруге
- Радаміст (Храдаміст) (51 − 52)1

### Аршакіди(Аршакуні)(52 − 428)
Столиця: Арташат, із бл. 200 — Вагаршапат, із 338 — Двін.

#### Царі Великої Вірменії

Прапор Аршакуні

- Трдат I, брат Вологеза I, царя Парфії (52 — 60; 63 − 88)
- Тигран VI (римський васал 60 − 63)
- Санатрук I (бл. 88 − 110)
- Аршкадар (Аксідарес), син Пакора II, царя Парфії (бл. 110–114)
- Партамасір (114–116).

114 − 116 римська окупація (легат Луцій Катілій Север)
- Санатрук I (116)1
- Партамасір, син Хосрова, царя Парфії (116–117)1
- Вагарш (Вологез) I, цар Парфії (117–136/7)
- Сохем (римський васал 137–161; 166–178)
- Бакур I (Бакур), цар Парфії (161–163)

163 − 166 римська окупація
- Санатрук II (178–193)
- Вагарш II (Вагаршак), син Вологеза III (193–217)
- Хосров I (198 − 217)1
- Трдат II, син Вологеза V (217 − 252)

253 − 293 сасанідське завоювання
- Трдат III Великий, син Хосрова II (293–330, претендент з 287)1
- Хосров II Котак (Короткий) (330 − 338)
  - Санатрук (претендент 330–331)1
- Тиран (Тигран) (338 − 51, уб. бл. 360)1
- Аршак II (351 − 367)1
- Пап (367 − 374)1
  - Парандзем (регентша 367 − 69)1
- Вараздат (374 − 378)
- Валаршак (378 − 386)
  - Зармандухт (378 − 386)1
- Хосров IV (385/386 − 388/389).

387 розділ між Іраном та Візантією

#### ЦаріЗахідної Вірменії
- Аршак III (387 − 391, співправитель з 378)

391 — візантійська анексія

#### Царі Східної Вірменії
- Врамшапух (389 або 400–414).
- Хосров III (414 − 416).
- Шапур, син Єздігерда I, царя Персії (416 − 419)1
- Арташес IV (Ардашир) (422 − 428)1

428 — перська анексія